# Shingosen wakashū
Le Shingosen wakashū (新後撰和歌集) (Nouvelle collection ancienne de wakas, souvent abrégé en Shingosenshū) est une anthologie impériale de poésie japonaise du genre waka. 
Le titre est en opposition au précédent Gosen wakashū. La collection a été terminée en 1303, deux ans après que l'empereur retiré Go-Uda l'a ordonnée. La compilation a été faite par Fujiwara no Tameie et consiste en 20 volumes contenant 1 606 poèmes.